# Melitaea parthenoides
Melitaea parthenoides é uma espécie de insetos lepidópteros, mais especificamente de borboletas pertencente à família Nymphalidae.
A autoridade científica da espécie é Keferstein, tendo sido descrita no ano de 1851.
Trata-se de uma espécie presente no território português.

## Descrição

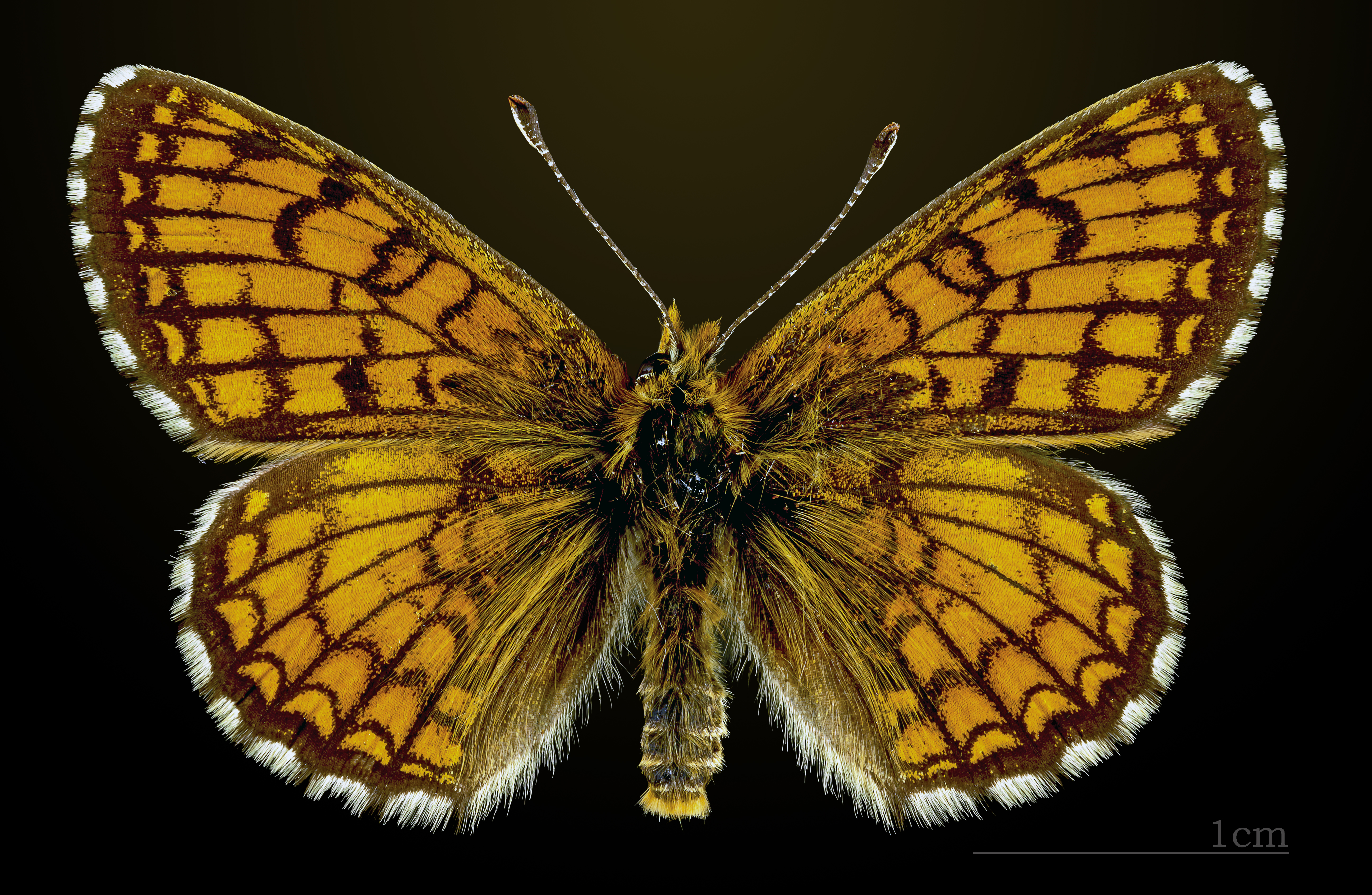
♂
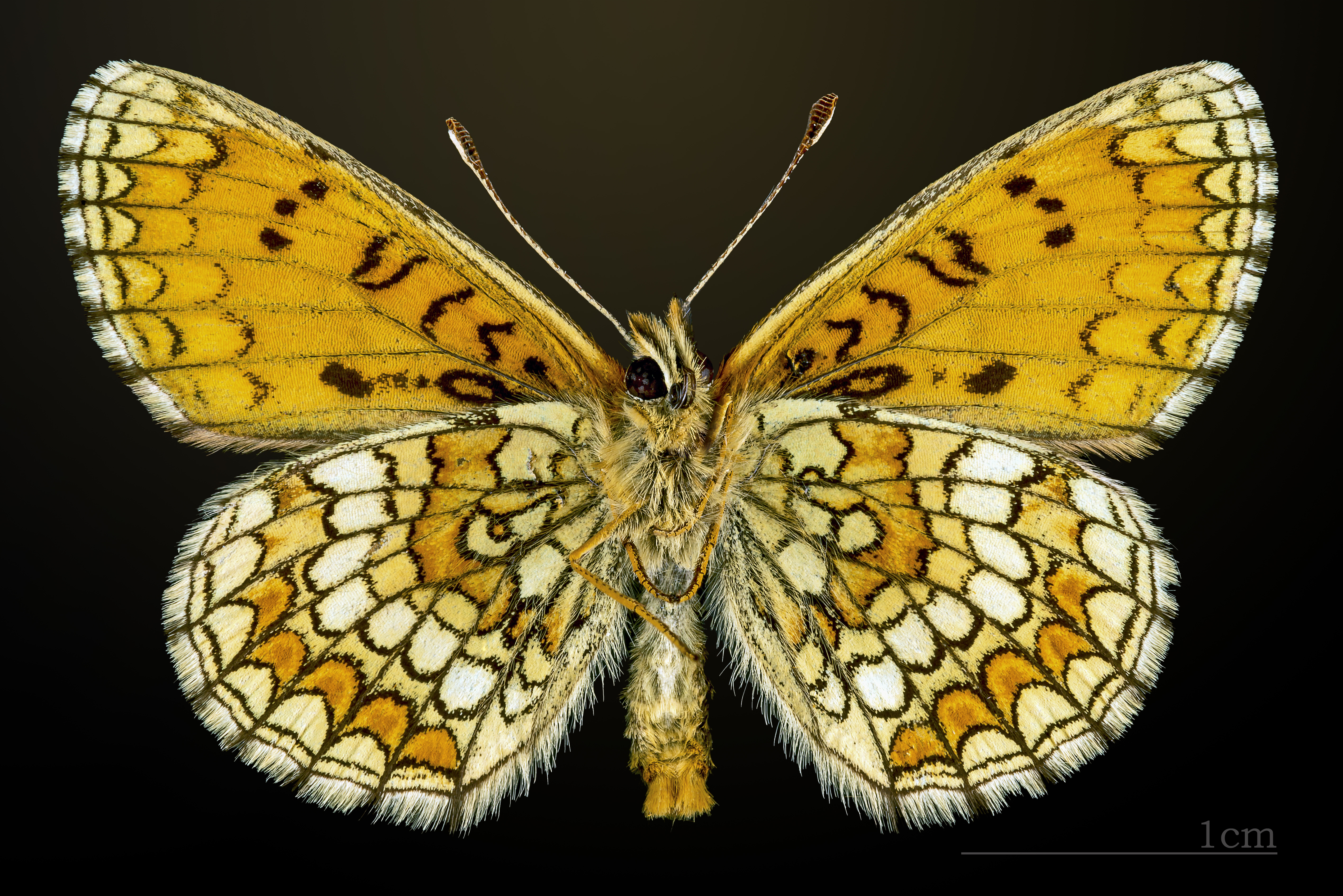
△ ♂
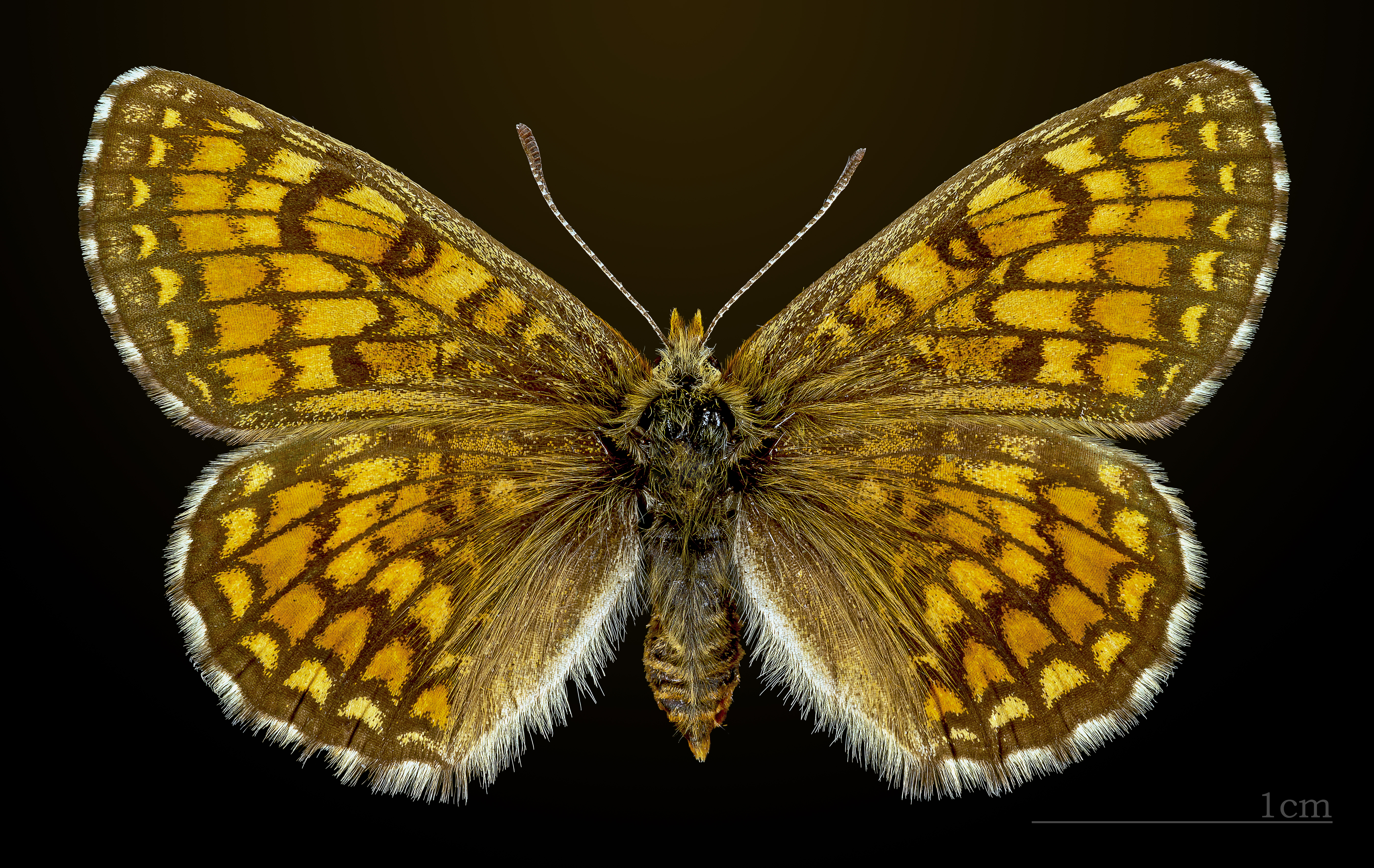
♀
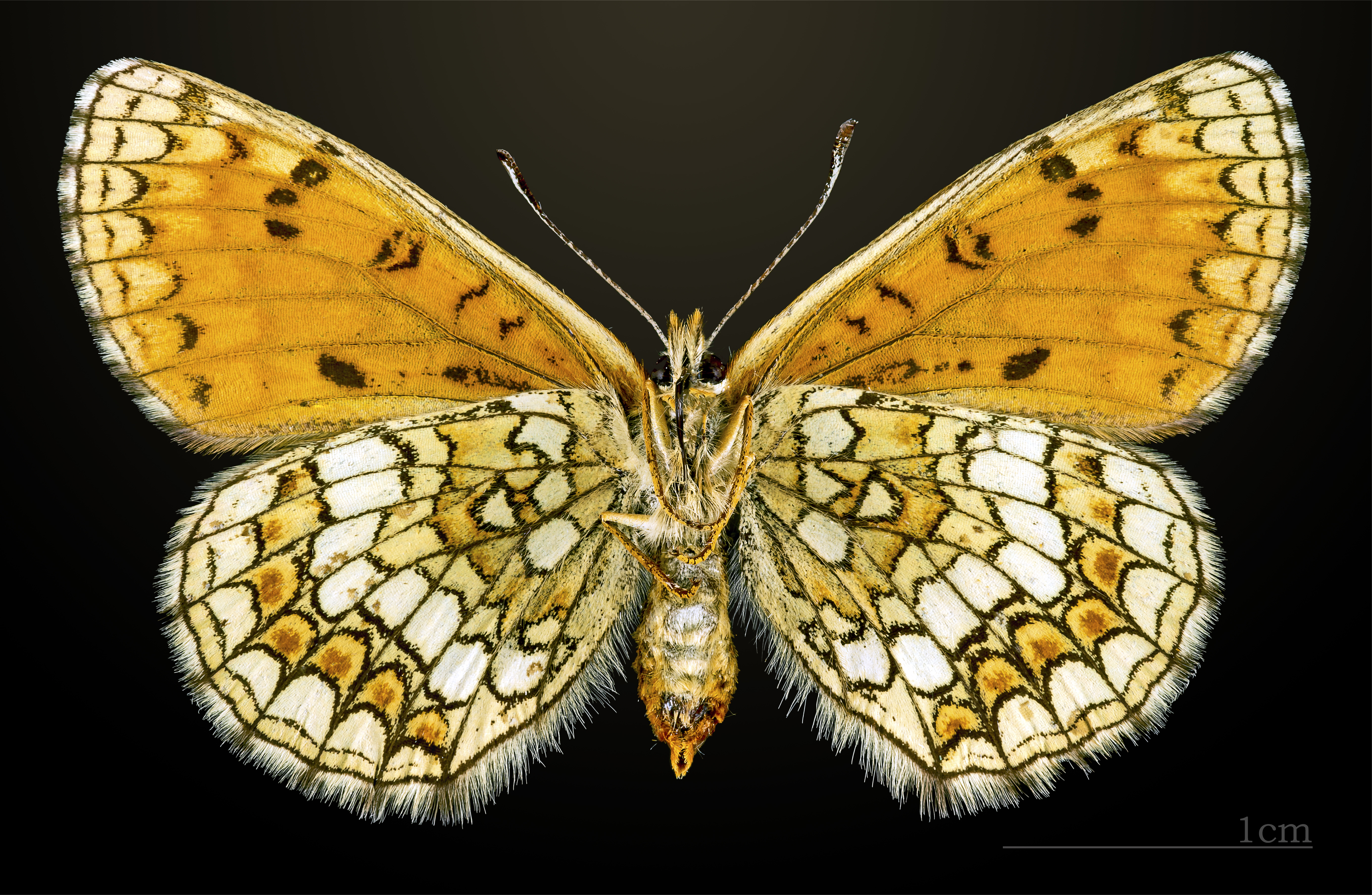
♀ △